# Canoe (rivière)
Pour les articles homonymes, voir Canoë (homonymie).
La Canoe (anglais : Canoe River) est un affluent du fleuve Columbia au sud de la province canadienne de Colombie-Britannique. Prenant sa source dans la chaîne Cariboo, elle draine une partie de la chaîne des Cascades au nord du cours du Columbia.